# (16847) Sanpoloamosciano
(16847) Sanpoloamosciano est un astéroïde de la ceinture principale.

## Description
(16847) Sanpoloamosciano est un astéroïde de la ceinture principale. Il fut découvert le 8 décembre 1997 à San Polo a Mosciano par Massimiliano Mannucci (it) et Nico Montigiani (it). Il présente une orbite caractérisée par un demi-grand axe de 2,59 UA, une excentricité de 0,18 et une inclinaison de 14,9° par rapport à l'écliptique.

## Compléments